# Danglish
 Der er for få eller ingen kildehenvisninger i denne artikel, hvilket er et problem. Du kan hjælpe ved at angive troværdige kilder til de påstande, som fremføres i artiklen.

Danglish er en slags dansk, som på forskellige måder er præget af det engelske sprog og/eller kulturen i engelsktalende lande, navnlig USA. Der er et flydende skel mellem decideret danglish og at benytte engelske låneord, enten som fagudtryk eller fordi der simpelthen ikke findes et dækkende dansk ord. Hvis der findes almindelige danske ord, som betyder det samme som det engelske låneord, er der tale om et klokkeklart eksempel på danglish. Men hvis der ikke findes tilsvarende danske ord, eller de er mindre præcise, er der normalt tale om et acceptabelt indlån.
Karakteristiske egenskaber for danglish inkluderer sætninger og konstruktioner opbygget efter engelske grammatik, særskrivninger, anglicismer, pseudolån, ikke tidligere indlånte engelske ord, nylavede "danske" ord for begreber, som allerede findes på dansk og måske endda er både meget gamle og meget almindelige, men som oversætteren først har lært at kende ved at møde dem på engelsk, eller at sproget bevæger sig i en begrebsverden, der er fyldt med amerikanske filmstjerner, popmusikere, computerspil osv.
Danglish bruges bl.a. om oversættelser der betragtes som ufuldstændige eller afvigende fra eksisterende danske udtryk og konstruktioner. Nogle bruger danglish nedladende og om dansk de betragter som dårligt.

## Eksempler
- "Runder" for rounds (patroner, skud) i forb. med skydevåben – set i CSI: Crime Scene Investigation. "Runder" er ikke en nyere "anglisering", men et gammelt dansk militærudtryk for skud/patroner, omend ganske givet i tidernes morgen overtaget fra engelsk.
- "Jeg gi'r dig et kald" for "Jeg kontakter dig".
- 3,548 stemmer – 3.548 stemmer.
- connection for forbindelse.
- 3.2 liter – 3,2 liter.
- Novel er ikke en novelle, men en roman (novelle er en short story).
- Elementer kan betyde grundstoffer.
  - Grundstoffet Sodium er natrium.
  - Grundstoffet Potassium er kalium.
- Låneord fra andre sprog, som eksempelvis fransk eller tysk, får pludselig en engelsk udtale i stedet for den oprindelige
  - Pointe. Oprindeligt et låneord fra fransk. Har traditionelt haft en fransk-inspireret udtale som "po-æng-te". Mange yngre mennesker bruger en mere engelsk udtale som "påjn-te".
- "Glasuren på kagen" bogstaveligt for the icing on the cake (prikken over i'et) – hørt på TV 2's Tour de France-dækning 26/7-2009.
- Pink i stedet for lyserød